# Babouse
Babouse, François-Henry Monier de son vrai nom, est un dessinateur de presse, journaliste, illustrateur et auteur de bandes-dessinées français, né le 8 mai 1972 à Boulogne-sur-Mer.

## Biographie
À partir de 1982, il suit les cours du soir aux Beaux-Arts de Boulogne-sur-mer, où il a grandi.
Il entame des études à l'université régionale des Beaux-Arts de Dunkerque, où il gagne son surnom puis, en 1990, se consacre à plein temps à la bande-dessinée et au dessin d'actualité. Il collabore à plusieurs publications, par exemple « Charlie Hebdo, L'Humanité, Psikopat, Fluide glacial, les Cahiers du football ». Militant de gauche, il participe à diverses organisations. Pour la municipalité de Calais, il réalise une bande dessinée d'environ quarante pages ; en 2001, ses travaux font l'objet d'une exposition au centre Gérard-Philipe.
À partir de 2004, en collaborant à Charlie Hebdo, il se fait des amis dans la rédaction, comme Charb, « l'un de [ses] deux meilleurs potes ». Il est alors victime d'appels malveillants. Un hasard de calendrier empêche Babouse de se rendre à la rédaction du journal lors des attentats de janvier 2015. Le dessinateur reste marqué par les attaques. La collaboration avec le périodique se poursuit après les attentats jusqu'en 2018, date à laquelle la direction du journal semble vouloir se séparer de lui sans explication.

## Caractéristiques de l'œuvre
Il revendique un certain style de dessin à l'humour engagé sur le terrain de l'actualité tout en n'hésitant pas à le teinter d'humour noir et d'un certain sens de l'absurde (L'Humanité, La Vie ouvrière, Psikopat, France 3 Nord-Pas-de-Calais, L'assmat, CQFD…), ce qui se ressent également dans les scénarios de ses bandes-dessinées (Spirou, Psikopat…) ou dans ses textes (Fluide glacial dans les Babouse blues)[réf. nécessaire].
Il participe également à certaines pages ou publications au ton plus léger (Play in the House, Hara-Kiri version André Bercoff, Presto, Margarine comix, Comas lucide, Hercule et la toison d'Or…).
Les yeux globuleux de ses personnages ne sont pas sans rappeler une parenté avec le dessinateur Charb, d'après Cabu.
On peut le voir de dos au début du clip du groupe No One Is Innocent dans leur titre hommage à "Charlie-Hebdo".
Lauréat du Club de la Presse de Lille en 2016, catégorie "dessin d'actualité".

## Publications

### SérieLes 40 commandements
- Les 40 commandements du jardinage, Éditions Wygo, 2010
- Les 40 commandements du comité d'entreprise, Éditions Wygo, 2010
- Les 40 commandements du camping, Éditions Wygo, 2010
- Les 40 commandements du gay, Éditions Wygo, 2010

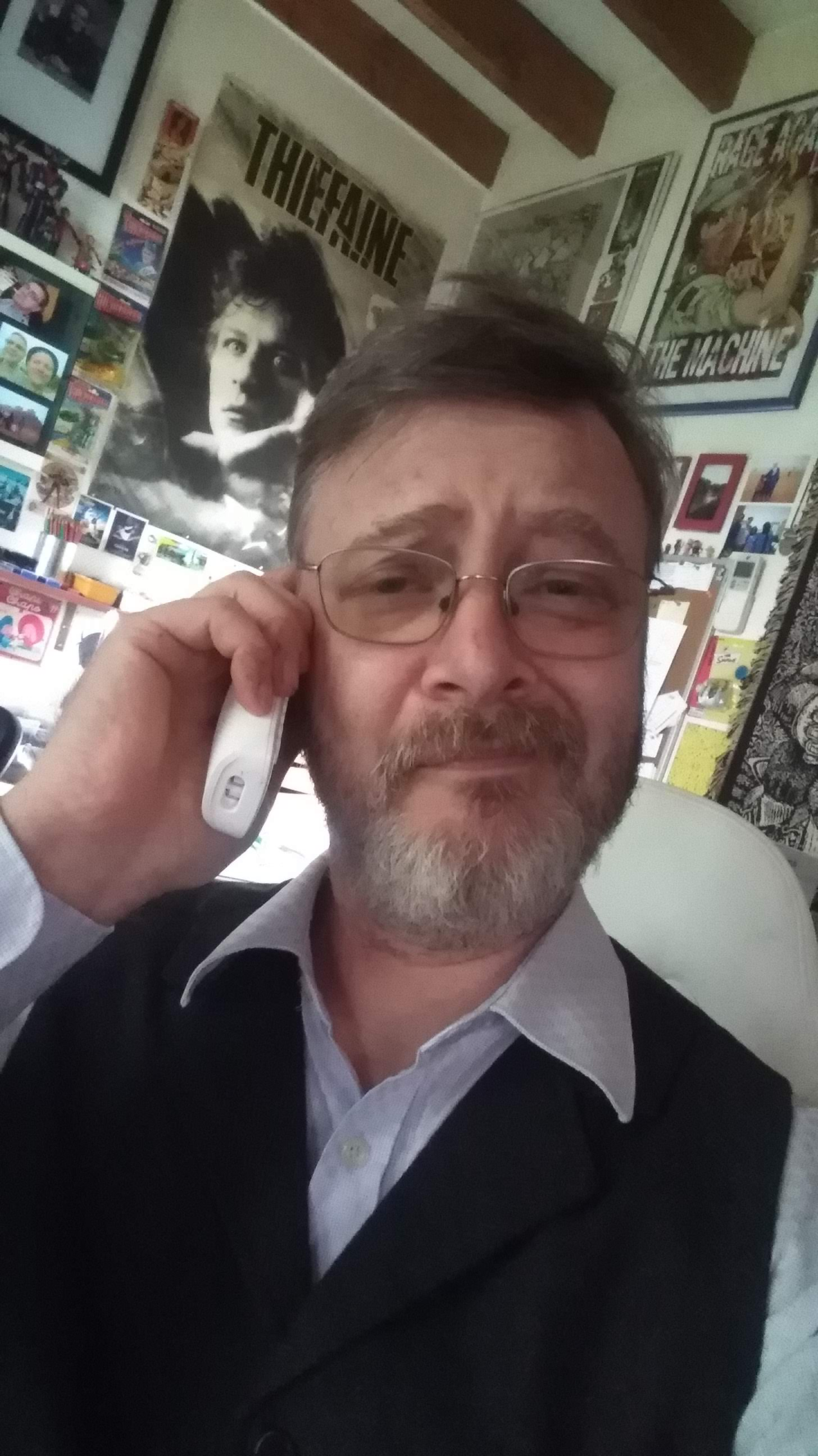

- Les 40 commandements de l'enseignant, Éditions Wygo, 2009
- Les 40 commandements du bricoleur, Éditions Wygo, 2009
- Les 40 commandements de la femme, Éditions Wygo, 2008
- Les 40 commandements du Ch'ti, Éditions Wygo, 2008
- Les 40 commandements de l'homme, Éditions Wygo, 2008

### Bande-dessinée
- Té vois m'n'oeul?[8], Éditions Mairie de Calais, 2002
- La France made in Sarko, Éditions Wygo , 2009

### Illustrations
- Abécédaire du zamal[9],[10] de Nicolas Millet, Éditions Z, 2011.
- L'Almanach des Grosses têtes de Philippe Bouvard, Éditions Michel Lafon, 2012.
- Guillaume Meurice chronique la société[11] de Guillaume Meurice et Babouse, Éditions 30-éditions, 2012.
- Le cahier de vacances des grosses têtes de Philippe Bouvard, Éditions Michel Lafon, 2012.
- L'Almanach des Grosses têtes de Philippe Bouvard, Éditions Michel Lafon , 2013.
- L'Almanach des Grosses têtes de Laurent Ruquier, Éditions Michel Lafon, 2016.
- "Rapport de Force", jeu de société par Vulcano Games, 2024.